# Brad Beven
Bradley William Beven (conocido como Brad Beven; 18 de septiembre de 1969) es un deportista australiano que compitió en triatlón.
Ganó tres medallas de plata en el Campeonato Mundial de Triatlón entre los años 1990 y 1995 y una medalla de plata en el Campeonato de Oceanía de Triatlón de 2000.
En 2001 fue condecorado con la Medalla de la Orden de Australia (OAM).

## Palmarés internacional
| Campeonato Mundial    | Campeonato Mundial         | Campeonato Mundial | Campeonato Mundial |
| Año                   | Lugar                      | Medalla            | Prueba             |
| --------------------- | -------------------------- | ------------------ | ------------------ |
| 1990                  | Orlando (Estados Unidos)   | Medalla de plata   | Individual         |
| 1994                  | Wellington (Nueva Zelanda) | Medalla de plata   | Individual         |
| 1995                  | Cancún (México)            | Medalla de plata   | Individual         |
| Campeonato de Oceanía |                            |                    |                    |
| Año                   | Lugar                      | Medalla            | Prueba             |
| 2000                  | Gisborne (Nueva Zelanda)   | Medalla de plata   | Individual         |